# Andy y Lucas
Andy y Lucas (o Andy & Lucas) es un grupo español formado por Andrés Morales Troncoso (Cádiz, 4 de abril de 1982) y por Lucas González Gómez (Cádiz, 28 de septiembre de 1982).
El dúo anunció su disolución en noviembre de 2023, luego de la gira "Nuestros últimos acordes", que se realizará entre abril y mayo de 2025.

## Biografía

### Inicios
El dúo 'Andy y Lucas' nace en 2003 y su línea musical fluctúa entre el flamenco y el pop. Andrés Morales (Andy) y Lucas González coinciden en el colegio y la amistad que los unió les llevó a iniciar su trayectoria musical que, tras varios vaivenes, sigue en activo. 
Tanto en sus inicios como a lo largo de su carrera han cosechado grandes éxitos, lo que los catapulta como uno de los dúos más importante en la década de los 2000. 

### 2003-presente: Carrera musical
En 2003, y ya como dúo, editan su primer álbum, bajo el título Andy & Lucas. Producido por Alejo Stivel y con el apoyo de músicos profesionales, el disco se mueve en un registro musical muy diverso que incluye el pop, la música disco, el flamenco o la rumba. La canción «Son de amores», inspirada en un desengaño amoroso, les procura un éxito inmediato entre el gran público de habla hispana, tanto en España como en América Latina.Sus canciones se han convertido en la banda sonora de una millonaria legión de seguidores en España y en Latinoamérica. El mérito va unido a la dificultad.
Para la promoción de su primer álbum se lanzaron los sencillos «Tanto la quería», «Y en tu ventana», entre otros. Llegaron a grabar un DVD en directo ante cien mil personas en su Cádiz natal.
Se lanzó posteriormente la producción de un DVD en vivo en concierto (Barcelona), titulado Viviendo un Sueño. Su álbum Desde Mi Barrio recibió una nominación para un premio Grammy Latino al Mejor Álbum Pop por un Dúo o Grupo con Voz.
El dúo generó polémica por introducir en sus conciertos referencias al crimen del niño Gabriel Cruz sin consentimiento de los padres. En 2010 ya habían hecho referencia a otro caso mediático al bautizar su disco «Pido la palabra» con una canción dedicada a Marta del Castillo, si bien en ese caso la familia mostró su apoyo al dúo junto a los padres de otros niños asesinados a los que hicieron referencia. En 2018 tuvieron un conflicto con el ayuntamiento de Órgiva, que amenazó con demandarles tras acusar a la concejala de Fiestas de «ir ciega perdida» y tildarla de «mamarracha» en un concierto durante las fiestas municipales.
En 2018 concluyeron su contrato con Sony Music y lanzaron su propio sello musical, A&L. En 2020, lanzan nuevo sencillo con Nolasco y Maki.
En noviembre de 2023, tras más de 20 años juntos, el dúo ha anunciado que se separan por problemas de salud de Lucas. El cantante sufre problemas cardiovasculares y por recomendación médica deberá bajar el ritmo de trabajo.

## Vidas personales
En el ámbito personal, Andrés Morales tiene una hija y un hijo, de dos relaciones diferentes, mientras que Lucas González tiene un hijo. En ambos casos el hijo lleva el nombre de su padre. El padre de Lucas, Pedrito González fue futbolista profesional, siendo el Real Celta el equipo donde más tiempo jugó.

## Discografía

### Álbumes

#### Álbumes de estudio
| Año  | Álbum | Certificaciones                                       |
| ---- | --- | ----------------------------------------------------- |
| 2003 | Andy & Lucas - Lanzamiento: 27 de mayo de 2003 - Discográfica: Sony BMG - Formato: CD                    | - España: 4× Platino - España: Oro (Edición Especial) |
| 2004 | Desde mi barrio - Lanzamiento: 30 de noviembre de 2004 - Discográfica: Sony BMG - Formato: CD, DVD       | - España: 3× Platino                                  |
| 2007 | Ganas de vivir - Lanzamiento: 27 de febrero de 2007 - Discográfica: Sony BMG - Formato: CD               | - España: Platino                                     |
| 2008 | Con los pies en la tierra - Lanzamiento: 30 de septiembre de 2008 - Discográfica: Sony BMG - Formato: CD | - España: Oro                                         |
| 2010 | Pido la palabra - Lanzamiento: 16 de noviembre de 2010 - Discográfica: Sony Music - Formato: CD          | - España: Platino                                     |
| 2012 | El ritmo de las olas - Lanzamiento: 30 de octubre de 2012 - Discográfica: Sony Music - Formato: CD       | - España: Oro                                         |
| 2016 | Imparable - Lanzamiento: 12 de febrero de 2016 - Discográfica: Sony Music - Formato: CD                  |                                                       |
| 2018 | Nueva vida - Lanzamiento: 20 de abril de 2018 - Distribuidora: Altafonte - Formato: CD                   |                                                       |

#### Álbumes recopilatorios
| Año  | Álbum                                                                                                  |
| ---- | --- |
| 2014 | Más de 10 - Lanzamiento: 10 de marzo de 2014 - Discográfica: Sony Music - Formato: CD                  |
| 2016 | Esencial - Lanzamiento: 12 de febrero de 2016 - Discográfica: Sony Music - Formato: CD                 |
| 2022 | 20 años en 20 canciones - Lanzamiento: 25 de noviembre de 2022 - Discográfica: Altafonte - Formato: CD |

### Sencillos
| Año  | Sencillo                              | Lista | Certificaciones                       | Álbum                     |
| Año  | Sencillo                              | ESP   | Certificaciones                       | Álbum                     |
| ---- | ------------------------------------- | ----- | ------------------------------------- | ------------------------- |
| 2003 | «Son de amores»                       | 6     |                                       | Andy & Lucas              |
| 2003 | «Tanto la quería»                     | –     |                                       | Andy & Lucas              |
| 2004 | «Y en tu ventana»                     | –     |                                       | Andy & Lucas              |
| 2004 | «Hasta los huesos»                    | –     |                                       | Andy & Lucas              |
| 2004 | «Mírame a la cara»                    | –     |                                       | Andy & Lucas              |
| 2004 | «Como caído del cielo»                | –     |                                       | Andy & Lucas              |
| 2005 | «Quiero ser tu sueño»                 | 8     |                                       | Desde mi barrio           |
| 2005 | «Yo lo que quiero»                    | –     |                                       | Desde mi barrio           |
| 2007 | «Quiéreme»                            | 1     | - PROMUSICAE: Platino[cita requerida] | Ganas de vivir            |
| 2007 | «Quiero que sepas»                    | –     |                                       | Ganas de vivir            |
| 2007 | «De qué me vale»                      | –     |                                       | Ganas de vivir            |
| 2008 | «Tú que quieres que yo le haga»       | 4     | - España: Platino                     | Con los pies en la tierra |
| 2008 | «Tus miradas»                         | 25    |                                       | Con los pies en la tierra |
| 2010 | «Aquí sigo yo»                        | 6     | - España: Oro                         | Pido la palabra           |
| 2010 | «Pido la palabra» (Con Diana Navarro) | 16    |                                       | Pido la palabra           |
| 2011 | «Faldas»                              | –     |                                       | Pido la palabra           |
| 2012 | «El ritmo de las olas»                | 17    |                                       | El ritmo de las olas      |
| 2013 | «Echándote de menos»                  | –     |                                       | El ritmo de las olas      |
| 2014 | «Silencio»                            | 37    |                                       | Sin álbum                 |
| 2014 | «Si unas palabras bastan»             | –     |                                       | Sin álbum                 |
| 2015 | «Besos»                               | –     |                                       | Sin álbum                 |
| 2016 | «El último beso»                      | –     |                                       | Imparable                 |
| 2016 | «Tu háblale»                          | –     |                                       | Imparable                 |